# 结香
結香（學名：Edgeworthia chrysantha）別名“黄瑞香”、“滇瑞香”、“黃花結香”，是瑞香科結香屬植物。
落叶灌木，枝常三歧；广卵形叶子，两面被毛；春季开花，花集成球状，没有花冠，萼筒呈花冠状。
看上去四瓣的其實並不是花瓣而是花萼——花形跟瑞香很相似，只不過“結香”的花顏色是金黃色的而且被有茸毛，而，瑞香的花蕾是深紫紅色，開放后內部呈極淡的紅色。跟瑞香相似的是半球形的花序，甚美麗。但是他們最大的區別就是：瑞香四季常青，結香是落葉灌木並且“花先於葉開放”。
结香的和名是「 Mitsumata」或，这是因為日本人发现結香的枝幹要分叉必定都是“三叉”的，而且纖維質地強韌，是重要的製造和紙的材料之一，負責印製日元紙鈔的國立印刷局每年均與島根縣、岡山縣、高知縣、德島縣、愛媛縣、山口縣種植結香的農民團體協商價格契約收購。不過因為種植的農民年事漸長，種植面積及產量從2005年之後逐年減少，國立印刷局逐漸改從尼泊爾與中國大陸進口，據2016年統計，進口比例已達九成。

## 外部連結
- 結香, Jiexiang 藥用植物圖像數據庫 (香港浸會大學中醫藥學院) （繁體中文）（英文）
- 結香花 Jie Xiang Hua （页面存档备份，存于） 中藥標本數據庫 (香港浸會大學中醫藥學院) （繁體中文）（英文）